# The Delta Rhythm Boys
The Delta Rhythm Boys sono stati un gruppo vocale statunitense, attivo dal 1934 al 1987.
Essi attraversarono la scena musicale nel periodo di passaggio fra le prime formazioni Rhythm and blues degli anni trenta e quaranta ed il nuovo genere Doo Wop degli anni cinquanta.
Divennero famosi soprattutto per i loro adattamenti vocali di brani celebri della tradizione jazzistica, come Dry Bones e Take the A Train di Billy Strayhorn (1943).
Col loro inconfondibile stile che richiamava lo swing e la musica soul essi continuarono ad avere successo ancora per tutti gli anni cinquanta, dominati dal rock.

## Carriera
Il gruppo si formò nel 1934 presso la Langston University, in Oklahoma, fra Elmaurice Miller, Traverse Crawford, Essie Josepk Adkins e Otha Lee Gaines.
Nel 1936 si spostò a New Orleans presso la Dillard University, dove si esibì per l'impresario Frederick Hall coi nomi New Orleans Quintet e Fredrick Hall Quintet. Rene DeKnight divenne il loro pianista. Clinton Holland (presto rimpiazzato da Carl Jones) e Kelsey Pharr (sostituito poi nel 1942 da Hugh Bryant) presero il posto di Miller e Adkins.
Il gruppo apparve spesso, negli anni quaranta, in programmi radiofonici come Amos and Andy e The Joan Davis Show e si esibì a Broadway in alcuni spettacoli. I "Delta" furono presenti anche in opere cinematografiche, delle quali la più significativa è You'll Never Get Rich (1941) con Bing Crosby e Rita Hayworth. Oltre alla produzione discografica loro propria, essi fecero anche da accompagnamento vocale per Charlie Barnet, Mildred Bailey, Ella Fitzgerald e Ruth Brown.
Alle loro tipiche prime incisioni discografiche, pubblicate da Decca e Victor, appartiene la prima versione del St. Louis Blues, così come i primi dischi da juke-box (soundies) contenenti le loro più note interpretazioni. Secondo l'autore Will Friedwald, la loro interpretazione di Take the A Train, nella quale essi adattano un testo ad un arrangiamento di Billy Strayhorn, è paradigmatica per tutti coloro che si sarebbero voluti cimentare, da allora in poi, nello stile vocalese.
Interpretarono anche canzoni nel tipico stile "a cappella", come il Rigoletto Blues.
All'inizio degli anni cinquanta cominciarono ad essere abbastanza conosciuti anche in Europa, particolarmente in Scandinavia.
Nel 1951 cantarono anche in lingua svedese. Cominciarono ad incidere per la casa discografica francese Barclay. In questi anni, con titoli quali Come Softly to Me e Oh Wee Baby, contribuirono a diffondere il nuovo stile musicale Doo Wop.
Nel 1956 il gruppo si esibì in tournée in tutta Europa e stabilì definitivamente il proprio quartier generale a Parigi.
The Delta Rhythm Boys continuarono, sia pur con successo via via decrescente, la loro attività concertistica e discografica fino al 1987, anno in cui morirono Otha Lee Gaines e dopo pochi giorni Hugh Bryant. Già nel 1960 Kelsey Pharr era morto ad Honolulu durante il viaggio di ritorno da una tournée in Giappone. Poco dopo Carl Jones abbandonò il gruppo e fu sostituito da Herb Coleman come primo tenore, mentre Hugh Bryant sostituiva Kelsey.
Nel 1974 morì a Parigi Herb Coleman, l'anno seguente stessa sorte toccò a Traverse Crawford, uno dei fondatori del gruppo.
Nel 1979 la loro ultima formazione era: Gaines, Bryant, Walter Trammell come primo tenore e Ray Beauty come secondo tenore.
I Delta Rhythm Boys nel 1999 sono stati inclusi nel Vocal Group Hall of Fame.
Il loro cavallo di battaglia Dry Bones ha trovato posto nella colonna sonora del film Rain Man.